# Louis Armstrong Stadium

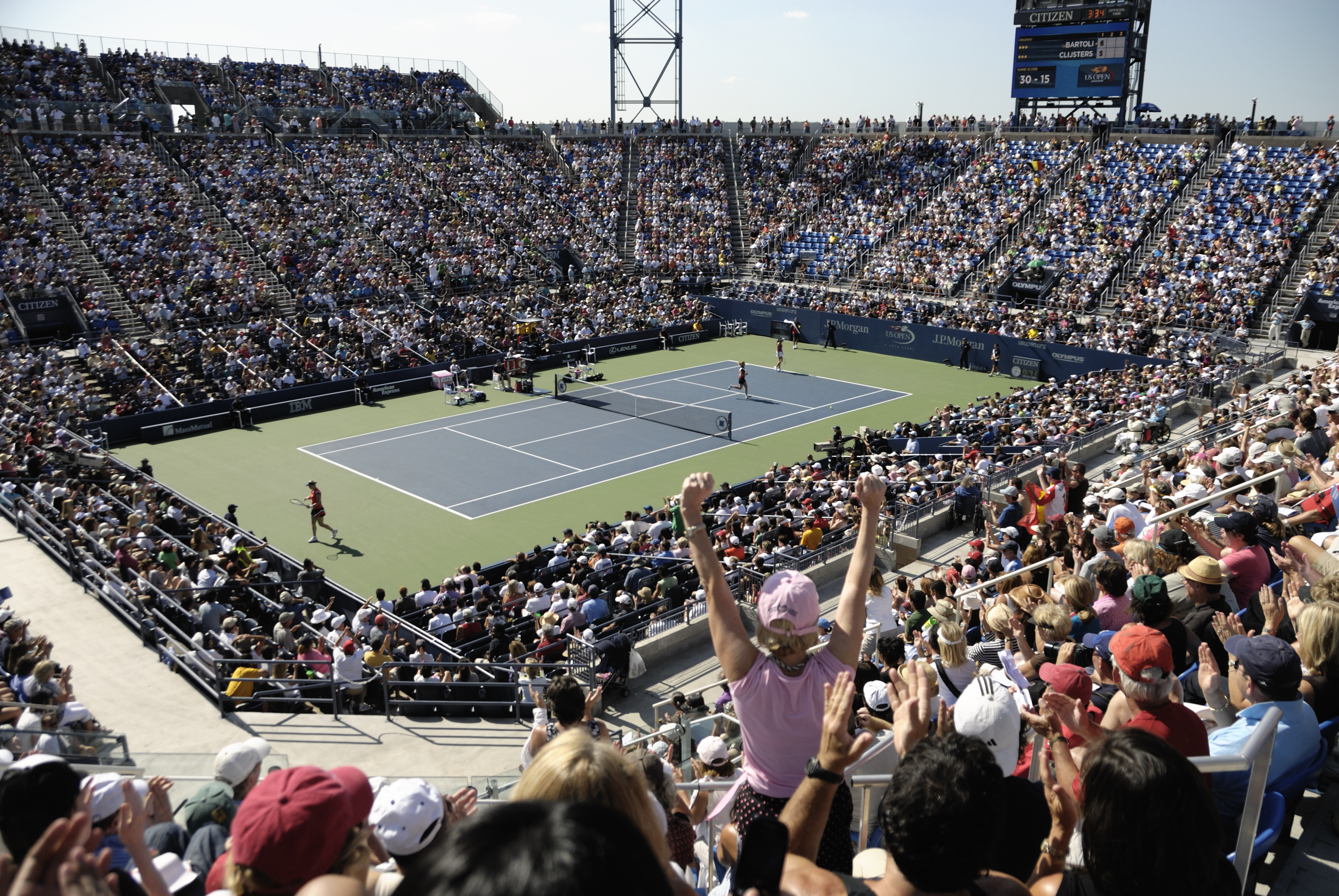
Louis Armstrong Stadium podczas US Open 2009

Louis Armstrong Stadium – drugi pod względem wielkości obiekt kompleksu USTA Billie Jean King National Tennis Center w Nowym Jorku, na którym od 1978 roku rozgrywany jest wielkoszlemowy turniej tenisowy US Open. Nazwany na cześć Louisa Armstronga, amerykańskiego trębacza i wokalisty jazzowego, który w latach 70. XX wieku mieszkał w pobliżu obiektu.

## Położenie
Stadion znajduje się w kompleksie sportowym USTA Billie Jean King National Tennis Center na terenie Flushing Meadows–Corona Park nowojorskiej dzielnicy Queens. Centrum tenisowe znajduje się niedaleko stadionu drużyny baseballowej New York Mets, razem z którą dzieli przystanek Mets – Willets Point linii nr 7 nowojorskiego metra.

## Historia

### Budowa
Stadion im. Louisa Armstronga oddano do użytku w 1964 roku z okazji wystawy światowej. Pierwotnie nazywany był Singer Bowl. Po wystawie nie odbywały się na nim żadne wydarzenia sportowe i kulturalne. Na pomysł remontu i zarazem budowy kompleksu tenisowego wpadł pod koniec 1976 roku późniejszy prezes United States Tennis Association, W.E. „Slew” Hester. Szukał on zastępczego miejsca do rozgrywania turnieju US Open. Widząc małe zainteresowanie kortami, prosił władze Nowego Jorku o udzielenie pozwolenia na zarządzanie terenem. USTA National Tennis Center został otwarty w sierpniu 1978, podczas mistrzostw Stanów Zjednoczonych, a jego największą areną był Louis Armstrong Stadium mieszczący 18 000 widzów

### Renowacja
W latach 1994–1997 główne obiekty kompleksu zostały poddane renowacji za łączną wartość prawie 300 milionów dolarów amerykańskich. Wybudowano wtedy także nowy stadion, któremu nadano imię Arthure'a Ashe'a. Od tej chwili to on z pojemnością osiągającą 22 547 osób był kortem głównym. Pojemność Louis Armstrong Stadium zmniejszono do 10 200 widzów.
Inne zmiany wprowadzone podczas remontu obejmowały modernizację Wielkiej Sali (ang. Great Hall), głównego korytarza otaczającego stadion. Wprowadzono także nowe podłogi i oświetlenie, a także zmieniono wygląd na ceglasty, w celu dopasowania go do Arthur Ashe Stadium. Ponadto dodano różne udogodnienia i wybudowano sklepy dla kibiców do użytku podczas US Open, m.in. otwarto w tym miejscu markety Fila i Wilson.

### Nowy stadion
W 2010 roku United States Tennis Association poinformowało o planach rozbiórki stadionu i budowie dwóch mniejszych. Inwestycja była jedną z części pięcioletniego procesu remontu całego kompleksu, który rozpoczął się w roku 2013. Nowy Louis Armstrong Stadium został oficjalnie otwarty 22 sierpnia 2018, a pierwszy mecz rozegrano pomiędzy Simoną Halep i Kaią Kanepi podczas pierwszej rundy US Open 2018. Stadion posiada dwa rzędy krzesełek; pierwsze piętro składa się z 6 600 siedzeń, a drugie piętro z 7 400. Wybudowano również składany dach, a koszt wszystkich zmian wyniósł 200 mln dolarów amerykańskich.

## Wyposażenie
Wszystkie trzydzieści trzy korty kompleksu pokryte są akrylową nawierzchnią DecoTurf. Początkowo miała ona barwę zieloną, ale w 2005 roku zmieniono ją na niebieską, czyli obecną na wszystkich obiektach, na których odbywają się turnieje cyklu US Open Series. Zmiana koloru miała poprawić widoczność piłki na korcie. Największe trzy stadiony wyposażone są w system Hawk-Eye, który umożliwia dokładne sprawdzenie miejsca odbicia piłki i prowadzi do skorygowania decyzji sędziego.
Korty nie posiadają rozsuwanych dachów, co powoduje opóźnienia w trakcie trwania turnieju.
Do roku 2016 do stadionu dołączony był mniejszy obiekt mieszczący 5 800 osób, Grandstand. Po zakończeniu edycji 2016 stadion ten został rozebrany, a zanim doszło do rozbiórki został wybudowany nowy, w południowo-zachodniej stronie kampusu. Jest to trzeci pod względem wielkości kort w kompleksie USTA National Tennis Center.